# Native Stärke
Native Stärke (auch Natürliche Stärke) ist ein organisches, makromolekulares Polysaccharid, das zu den Kohlenhydraten zählt. Natürliche Stärke ist einer der wichtigsten Reservestoffe in pflanzlichen Zellen, zum Beispiel Mais-, Weizen- oder Kartoffelstärke.
Den nativen Stärken lebensmittelrechtlich gleichgestellt sind die physikalisch modifizierte Stärken (vorverkleisterte, gekochte, kaltquellende oder instantisierte Stärken).
Native Stärke enthält immer Spuren von Proteinen und Fetten.